# Heinrich I. von Einsiedeln
Heinrich I. (OSB) (* 11. Jahrhundert; † ca. 1070) war von 1065 bis 1070 der 7. Abt des Klosters Einsiedeln.

## Leben
Es existieren kaum Dokumente über Heinrich I. In einem Epitaph wird davon berichtet, dass der Abt auf sein Amt scheinbar freiwillig verzichtete.
Heinrich I. muss wohl bald darauf gestorben sein, ein genaues Todesdatum ist aber nicht zu ermitteln.